# راميرو كورتيس (لاعب كرة قدم)
راميرو كورتيس (بالإسبانية: Ramiro Cortés)‏ هو لاعب كرة قدم تشيلي في مركز الوسط، ولد في 27 أبريل 1931 في لا سيرينا في تشيلي، وتوفي في 9 نوفمبر 2016 في سانتياغو في تشيلي. لعب مع يونيون إسبانيولا.